# Oliver Sacks
Oliver Wolf Sacks (Londra, 9 luglio 1933 – New York, 30 agosto 2015) è stato un neurologo e scrittore britannico, dal 2012 docente di neurologia alla New York University School of Medicine.
Tra il 2007 e il 2012 è stato docente di neurologia e psichiatria alla Columbia University, dove tra l'altro era riconosciuto come un Columbia Artist. Precedentemente aveva trascorso diversi anni nella Albert Einstein College of Medicine della Yeshiva University di New York ed era stato professore esterno all'Università di Warwick nel Regno Unito..
Sacks è stato autore di numerosi libri best seller, molti dei quali hanno per soggetto persone con disturbi neurologici. Il suo libro del 1973 Risvegli fu adattato in un film omonimo nel 1990. Il suo libro Musicofilia fu l'oggetto di un episodio della serie Nova della PBS. Sulla sua figura e sui suoi lavori è basata la serie TV Brilliant Minds interpretata da Zachary Quinto.

## Biografia
Sacks nacque il 9 luglio 1933 a Londra in Inghilterra, il più giovane di quattro fratelli di una coppia di ebrei. Il padre Samuel Sacks, morto nel giugno del 1990, era un dottore in medicina interna e sua madre Muriel Elsie Landau fu una tra i primi chirurghi donna in Inghilterra. La vasta famiglia di Oliver vanta la presenza di importanti personalità, come Abba Eban, statista israeliano, Jonathan Lynn, scrittore e regista, e l'economista Robert Aumann. All'età di sei anni Sacks fu fatto sfollare dai genitori, insieme al fratello, da Londra a causa degli attacchi aerei tedeschi, e a rifugiarsi in un collegio nelle Midlands dove, oltre alla malnutrizione, dovette fare i conti con le crudeli punizioni subite per mano del preside.
Finita la guerra Oliver lasciò il suo vecchio collegio per iniziare a frequentare la St. Paul's School a Londra. In questo periodo, come viene ricordato nella sua biografia Zio Tungsteno - Ricordi di un'infanzia chimica, egli sviluppò un forte interesse per la chimica che durò per tutta la vita. Giunto il momento della scelta del suo futuro professionale, fu fortemente influenzato dai suoi genitori che lo portarono a propendere per la medicina. Entrò così al Queen's College a Oxford, dove conseguì il Bachelor of Arts nel 1954. Presso la stessa università, nel 1958, si laureò in Medicina e Chirurgia. Sacks in seguito lasciò l'Inghilterra per trasferirsi prima in Canada e poi negli Stati Uniti per favorire gli sviluppi della propria carriera. Divenuto un celebre neurologo, ottenne un posto di lavoro al Mt. Zion Hospital di San Francisco e all'Università della California (UCLA). Nel 2015 pubblica una serie di articoli sul The New York Times congedandosi dal suo pubblico. Il 30 agosto dello stesso anno si spegne nella sua casa di New York.

### Carriera
Dopo aver ottenuto il riconoscimento delle sue qualifiche britanniche, Sacks si trasferì a New York, dove ha vissuto e praticato neurologia dal 1965 nel Beth Abraham Hospital, nel Bronx. Qui Sacks lavorò con un gruppo dei sopravvissuti all'encefalite letargica del 1920. Questi pazienti e i trattamenti a cui il nostro li sottoponeva sono alla base del suo libro Risvegli. Fin dal suo arrivo negli Stati Uniti, Sacks prestò servizio come neurologo presso diverse case di riposo nella città di New York, gestite dalle piccole sorelle dei poveri, e dal 1966 al 1991 fu consulente neurologico presso lo Psychiatric Center nel Bronx. Nel 1966 inizia a lavorare al Beth Abraham Hospital di New York, e conduce le proprie ricerche sui pazienti postencefalici. Sono di questi anni anche le sperimentazioni di Sacks con l'LSD. Nel 1975 diviene professore associato di neurologia presso l'Albert Einstein College of Medicine di New York, nel 1992 diviene professore aggiunto di psichiatria e neurologia presso la New York University School of Medicine fino al 2007, anno nel quale passò alla Facoltà di neurologia e psichiatria della Columbia University.
Nel 2012 è tornato però nella New York University School of medicine, prestando servizio sia come professore di neurologia sia come consulente neurologico al centro per l'epilessia di New York. Il lavoro di Sacks al Beth Abraham ha aiutato la fondazione a trovare il luogo dove è stato costruito l'Institute of Music and Neurologic Function (IMNF), del quale Sacks è stato consulente medico. L'istituto lo onorò nel 2000 assegnandogli il primo Music Has Power Award, premio che Sacks riottenne nel 2006 per celebrare "i suoi 40 anni di servizio al Beth Abraham e per il suo grande contributo a supporto alla music therapy e all'effetto che la musica provoca al cervello umano." Sacks è restato consulente neurologico alle piccole sorelle dei poveri e ha continuato ad esercitare la propria professione all'Istituto di neuroscienze e al New York Botanical Garden.

### Vita privata
Durante la sua vita Sacks ha sofferto di prosopagnosia, malattia che causa difficoltà nel riconoscere i visi delle persone. Sacks ha spesso parlato pubblicamente delle sue patologie, anche di quelle più particolari. Nel dicembre del 2010, ad esempio, ha descritto come avesse perso la visione binoculare l'anno precedente a causa di un tumore maligno che aveva colpito il suo occhio destro. Questa perdita viene descritta anche nel suo libro L'occhio della mente, pubblicato nell'ottobre del 2010.. In altre due occasioni Sacks si racconta al pubblico, in un'intervista con Leslie Stahl in un episodio di 60 Minutes, nel marzo del 2012, dove ha parlato delle sue difficoltà con la prosopagnosia, e nel documentario della BBC Imagine del 28 giugno 2011.
Sacks non si è mai sposato, attribuendone inizialmente le ragioni alla timidezza, che inquadra come una patologia. Solo nel 2015, mediante la sua autobiografia On the Move: A Life dichiarò di essere omosessuale.
Un anno dopo la pubblicazione di Risvegli, Sacks è stato protagonista di un pericoloso incidente durante una scalata in solitaria in cui, fortunatamente, riportò solamente la rottura di una gamba.
Durante il suo periodo all'UCLA Sacks sperimentò varie droghe su se stesso, descrivendone gli effetti in un articolo pubblicato nel 2012 dal The New Yorker e nel suo libro Allucinazioni del 2012. Durante uno di questi esperimenti con l'anfetamina, lesse un libro del XIX secolo di Edward Liveing (padre di George Downing Living) e le emozioni provate durante questa lettura lo convinsero a registrare e pubblicare le sue osservazioni sulle stranezze e le patologie neurologiche.
Nel febbraio 2015 rivelò di essere malato terminale di cancro al fegato e che gli rimanevano pochi mesi di vita. Sacks è morto nella sua casa di Manhattan a New York il 30 agosto 2015, all'età di ottantadue anni.

## Scritti
Sacks inizia a scrivere le sue esperienze neurologiche con i propri pazienti nel 1970, sia pubblicando numerosi libri che scrivendo per periodici quali The New Yorker e The New York Review of Books articoli di carattere medico, scientifico e di ordine generale. Tra i numerosi premi ricevuti per questi suoi lavori spicca il Lewis Thomas Prize for Writing about Science, assegnatogli nel 2001.
Gli scritti di Sacks coprono un campo di media vastissimo, più di tutti gli autori di testi e opere riguardanti la medicina a lui contemporanei e, nel 1990, il New York Times sottolinea che “Sacks è diventato una specie di poeta laureato della medicina contemporanea”. Le sue descrizioni dei problemi o condizioni neurologiche spesso chiariscono la maniera in cui il cervello si rapporta con la percezione, la memoria e l'individualità. Il suo stile letterario prevede una dettagliata narrazione delle anamnesi, riallacciandosi alla tradizione dei clinical anecdotes del diciannovesimo secolo, che vede come principale esponente il neuropsicologo russo Aleksandr Romanovič Lurija.
I pazienti descritti da Sacks sono spesso in grado di adeguarsi alla propria situazione in modi differenti nonostante le loro condizione neurologiche siano solitamente considerate incurabili. Nella sua opera più famosa, Risvegli, dalla quale è stato tratto un film omonimo ed un documentario, sono descritte le varie risposte di pazienti post-encefalitici del Beth Abraham alla somministrazione di una nuova sostanza, la L-Dopa. In altre sue opere sono invece descritti casi di persone affette dalla sindrome di Tourette o da varianti particolari della malattia di Parkinson.
L'uomo che scambiò sua moglie per un cappello racconta di un uomo affetto da una malattia visiva, l'agnosia; il libro diede spunto a Michael Nyman per l'elaborazione di un melodramma omonimo.
L'opera Un antropologo su Marte, che vinse un Polk Award, narra l'incontro con la professoressa Temple Grandin affetta da una particolare forma di autismo, la sindrome di Asperger.
Vedere voci, libro del 1989, copre una varietà di argomenti su studi effettuati sui sordi (Sordità).
Nel libro L'isola dei senza colore Sacks scrive riguardo ai suoi studi e ai suoi viaggi nelle isole del Pacifico. Su una di queste una straordinaria percentuale di autoctoni, il popolo Chamorro di Guam, è affetto da una malattia neurodegenerativa conosciuta come Lytico-bodig di cui Sacks, insieme ad Paul Alan Cox, fa risalire la possibile causa alla beta-metilammino-L-alanina contenuta nelle Cycadales.
Nel 2015, dichiarando pubblicamente in un articolo la sua malattia terminale, annuncia di avere ancora diversi libri quasi conclusi da pubblicare.

## Critiche
Il lavoro di Sacks non è esente da aspre critiche da parte della comunità scientifica e non. Durante gli anni settanta e ottanta il suo libro e i suoi articoli riguardanti i pazienti di Risvegli vennero ignorati da una buona parte dell'establishment medico, poiché si sosteneva che il suo lavoro non fosse condotto con un metodo quantitativo, ma con uno studio alla cieca. Makoto Yamaguchi mise in discussione le sue abilità con pazienti autistici sostenendo che le spiegazioni matematiche di Sacks fossero inesatte. Anche Arthur K. Shapiro - descritto come "il padre della ricerca moderna sui tic" - criticò duramente l'operato di Sacks sostenendo che fosse molto meglio come scrittore che come clinico. Sebbene molti caratterizzino Sacks come uno scrittore e dottore "compassionevole", altri pensano che abbia sfruttato la sua materia tanto da essere chiamato “l'uomo che confuse i suoi pazienti con la carriera letteraria” da Tom Shakespeare, accademico britannico e attivista per i diritti dei disabili, e da definire il suo lavoro come “lo show di un intellettuale fanatico”. La risposta di Sacks alle critiche non si fece attendere e in un'intervista dichiarò: “Spero che la lettura di quanto ho scritto riveli rispetto e apprezzamento, non il desiderio di esporre o esibire solo per dare un brivido… ma è una faccenda delicata".

## Riconoscimenti
Sacks è stato membro di diverse accademie di arte e di scienza, tra le quali l'American Academy of Arts and Letters (letteratura) (dal 1996), la New York Academy of Sciences (dal 1999), del Queen's College, Oxford
e della American Academy of Arts and Sciences (dal 2002) (Class IV—Humanities and Arts, Section 4—Literature). Nel 2001, inoltre, venne premiato con il Lewis Thomas Prize dalla Rockefeller University. Sacks fu anche omaggiato con diversi dottorati honoris causa. Nello specifico nelle Università di: Georgetown University (1990)College of Staten Island (1991), Tufts University (1991),, New York Medical College (1991), Medical College of Pennsylvania (1992), Bard College (1992), Queen's University dell'Ontario (2001), Gallaudet University (2005), Oxford university (2005), Pontificia Universidad Católica del Perú (2006), Cold Spring Harbor Laboratory (2008). Sacks riceve anche alcuni riconoscimenti come il dottore in legge dalla Oxford University, nel giugno del 2005, e il riconoscimento “Columbia Artist” dalla Columbia University nel 2007. Questo premio venne creato specificamente per lui e gli conferisce la possibilità di accedere all'università senza restrizioni. Riceve anche altri riconoscimenti come la nomina a commendatore dell'Ordine dell'Impero Britannico, nel Queen's Birthday Honours, e l'assegnazione del suo nome a un asteroide della fascia principale chiamato appunto 84928 Oliversacks.

## Opere
- Emicrania (Migraine, 1970), trad. Isabella Blum, Collana i peradam n.2, Milano, Adelphi, 1992, ISBN 978-88-459-0932-0.
- Risvegli (Awakenings, 1973), trad. Andrea Salmaggi, Collana Biblioteca n.187, Milano, Adelphi, 1987, ISBN 978-88-459-0802-6.
- Su una gamba sola (A leg to stand on, 1984), trad. Rosalba Occhetti, Collana Biblioteca n.237, Milano, Adelphi, 1991, ISBN 978-88-459-0828-6.
- L'uomo che scambiò sua moglie per un cappello (The Man Who Mistook His Wife for a Hat, 1985), trad. Clara Morena, Collana Biblioteca n.174, Milano, Adelphi, 1986, ISBN 978-88-459-0216-1.
- Vedere voci, un viaggio nel mondo dei sordi (Seeing Voices, 1989), trad. Carla Sborgi, Collana Biblioteca n.221, Milano, Adelphi, 1990, ISBN 978-88-459-0828-6. (lingua dei segni e la cultura dei sordi).
- Un antropologo su Marte. Sette racconti paradossali (An Anthropologist on Mars, 1995), trad. di Isabella Blum, Collana Biblioteca n.305, Milano, Adelphi, 1995, ISBN 88-459-1396-1.
- L'isola dei senza colore (The Island of the Colorblind, 1996), trad. Isabella Blum, Collana Biblioteca n.336, Milano, Adelphi, 1997, ISBN 978-88-459-1282-5.
- Zio Tungsteno - Ricordi di un'infanzia chimica (Uncle Tungsten: Memories of a Chemical Boyhood, 2001), trad. Isabella Blum, Collana Biblioteca n.422, Milano, Adelphi, 2002, ISBN 978-88-459-1685-4.
- Diario di Oaxaca (Oaxaca Journal, 2002), trad. Maurizio Migliaccio, Collana Traveller, Milano, Feltrinelli, 2004; Collana Universale Economica.Traveller, Feltrinelli, 2006; Collana Biblioteca n.630, Milano, Adelphi, 2015, ISBN 978-88-45-92956-4.
- Musicofilia. Racconti sulla musica e il cervello (Musicophilia. Tales of Music and the Brain, 2007), trad. Isabella Blum, Collana Biblioteca n.522, Milano, Adelphi, 2008; nuova ed. riveduta e aggiornata, Adelphi, 2009; Collana gli Adelphi, 2010.
- L'occhio della mente (The Mind's Eye, 2010), traduzione di Isabella C. Blum, Collana Biblioteca n.581, Milano, Adelphi, 2011, ISBN 978-88-459-2615-0.
- Allucinazioni (Hallucinations, 2012), traduzione di Isabella C. Blum, Collana Biblioteca n.609, Milano, Adelphi, 2013, ISBN 978-88-459-2809-3.
- In movimento (On the Move: A Life, 2015), traduzione di Isabella C. Blum, Collana Biblioteca n.640, Milano, Adelphi, 2015, ISBN 978-88-459-3020-1.
- Gratitudine, traduzione di Isabella C. Blum, Collana Piccola Biblioteca n.692, Milano, Adelphi, 2016, ISBN 978-88-459-3085-0.
- Il fiume della coscienza, traduzione di Isabella C. Blum, Collana Biblioteca n.682, Milano, Adelphi, 2018, ISBN 978-88-459-3254-0.
- Ogni cosa al suo posto (Everything in Its Place: First Loves and Last Tales, 2019), traduzione di Isabella C. Blum, Collana Biblioteca n.701, Milano, Adelphi, 2019, ISBN 978-88-459-3433-9.
- Letters, Edited by Kate Edgar, New York, Alfred Knopf, 2024,  p. 736, ISBN 978-04-514-9291-3.

### Articoli
- Mente e cervello:le teorie di Gerald Edelman, in La Rivista dei Libri, supplemento speciale al n.6, giugno 1993.

### Prefazioni
- Aleksandr Lurija, Un mondo perduto e ritrovato, traduzione di Mario Alessandro Curletto, postfazione di Luciano Mecacci, Collana Biblioteca n.640, Milano, Adelphi, 2015, ISBN 978-88-459-3009-6.
- John M. Hull, Il dono oscuro, traduzione di Francesco Pacifico, Collezione La collana dei casi n.133, Milano, Adelphi, 2019, ISBN 978-88-459-3409-4.